# San Giorio di Susa
San Giorio di Susa là một đô thị ở tỉnh Torino trong vùng Piedmont, có vị trí cách khoảng 45 km về phía tây của Torino, nước Ý. Tại thời điểm ngày 31 tháng 12 năm 2004, đô thị này có dân số 1.015 người và diện tích là 19,6 km².
Đô thị San Giorio di Susa có các frazioni (các đơn vị trực thuộc, chủ yếu là các làng) Balma, Martinetti, Viglietti, Pognant, Grangia, Garda, Airassa, Adrit, và Città.
San Giorio di Susa giáp các đô thị: Bruzolo, Chianocco, Bussoleno, San Didero, Villar Focchiardo, Coazze, Roure.